# Boris Podolsky
Boris Podolsky (russisch Борис Яковлевич Подольский, wiss. Transliteration Boris Podol'skij; * 29. Juni 1896 in Taganrog; † 28. November 1966 in Cincinnati) war ein US-amerikanischer Physiker.

## Leben und Werk
Boris Podolsky wurde als Sohn einer armen jüdischen Familie in Taganrog geboren. Er wanderte 1913 aus Russland in die USA aus und machte seinen Bachelor-Abschluss in Elektrotechnik 1918 an der University of Southern California (USC). Nach dem Wehrdienst arbeitete er bei den Elektrizitätswerken in Los Angeles (Los Angeles Bureau of Power and Light), nahm dann aber das Studium erneut auf. 1926 machte er an der USC seinen Master-Abschluss in Mathematik und studierte dann Physik am California Institute of Technology, wo er 1928 bei Paul Sophus Epstein promovierte. Danach war er mit Stipendien, unter anderem der National Science Foundation, als Post-Doc ein Jahr an der Universität Berkeley und ein Jahr an der Universität Leipzig. 1930 war er wieder ein Jahr am Caltech bei Richard Chace Tolman. Dort kam es auch 1931 zur Zusammenarbeit mit Albert Einstein. Anschließend war er zwei Jahre am Physikalisch-Technischen Institut der Ukraine in Charkow, wo er mit Wladimir Fock, Lew Landau und dem dort gerade zu Besuch weilenden Paul Dirac unter anderem über Quantenelektrodynamik zusammenarbeitete. 1933 war er wieder in den USA am Institute for Advanced Study (IAS) in Princeton. Ab 1935 war er Professor für mathematische Physik an der University of Cincinnati und ab 1961 an der Xavier University of Cincinnati.
Gemeinsam mit Albert Einstein und Nathan Rosen erdachte er 1935 das EPR-Experiment, ein Gedankenexperiment, das in den Diskussionen der Grundlagen der Quantenmechanik von großer Bedeutung ist. Podolsky war damals (1934/35) bei Einstein am IAS. Ihre Arbeit erschien in Physical Review (Bd. 47, 1935, S. 777) und wurde von Podolsky verfasst.
Nach einem 2009 erschienenen Buch, das sich unter anderem auf die Venona-Abhörprotokolle bezieht, war er ein Spion, der technische Einzelheiten über das Gasdiffusionsverfahren zur Urananreicherung an die Sowjetunion weitergab.
1941 wurde er Fellow der American Physical Society.